# Jean-Marie Rouart

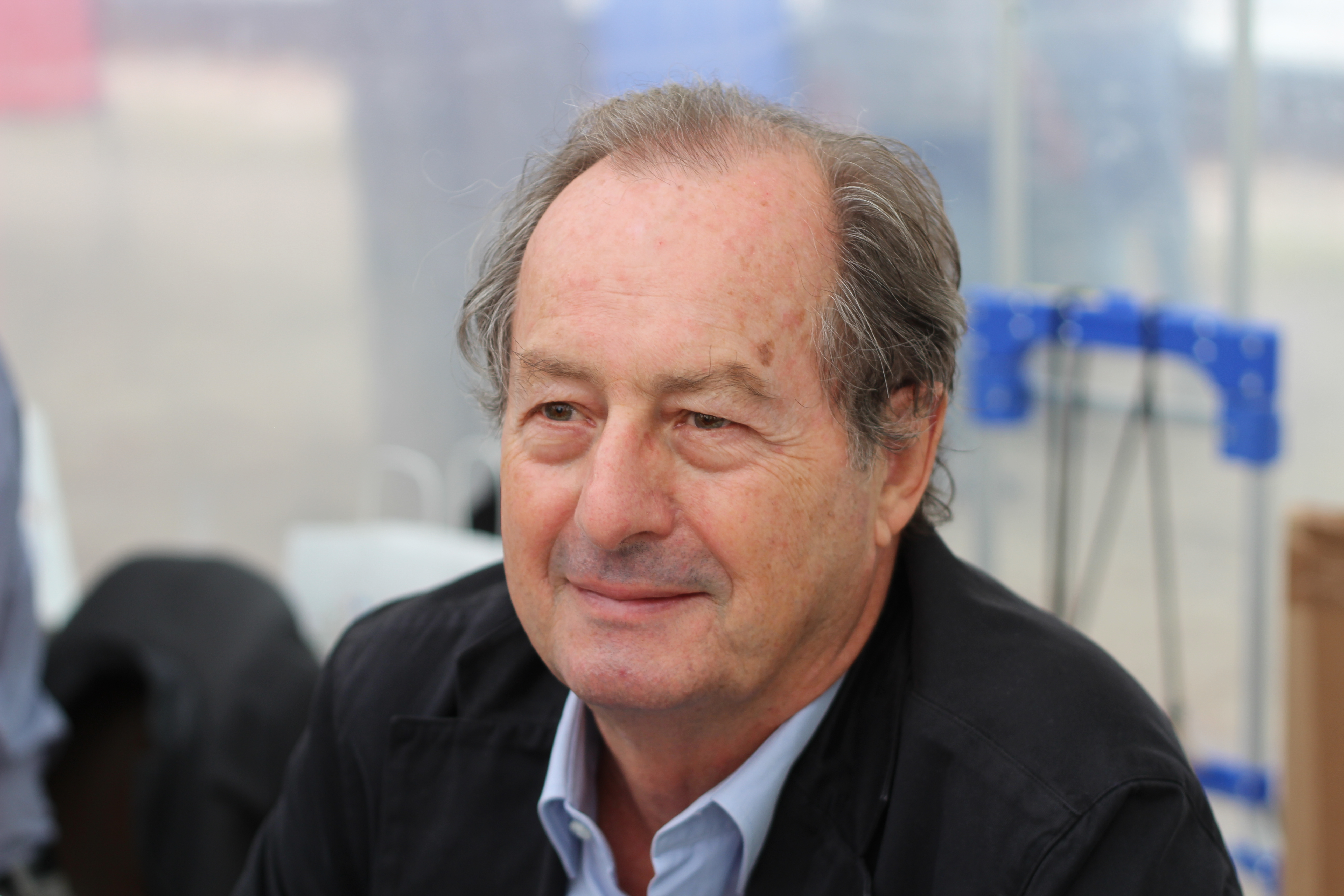
Jean-Marie Rouart

Jean-Marie Rouart (* 8. April 1943 in Neuilly-sur-Seine) ist ein französischer Autor und Journalist. Seit 1997 ist er Mitglied der Académie française.

## Leben
Jean-Marie Rouart wurde in eine Künstlerfamilie geboren: Sein Vater war der Maler Augustin Rouart (1907–1997) und seine Urgroßväter die Künstler Henri Rouart und Henry Lerolle. Nach dem Baccalauréat an einer Pariser Privatschule und einem literaturwissenschaftlichen und philosophischen Studium, arbeitete er 1967 kurz für das Magazine littéraire und dann bis 1975 für Le Figaro als Reporter. Als Robert Hersant die Zeitung 1975 übernahm, kündigte er.
Ab 1977 schrieb er Leitartikel für den Quotidien de Paris deren Chefredakteur er 1979 wurde und deren Literaturseiten er bis zu seinem Ausscheiden im Jahr 1985 verantwortete. 1985 kehrte er zum Figaro zurück und war von 1986 bis 1988 verantwortlicher Redakteur für die Literaturbeilage, dann Leiter des Ressorts „Literatur“. 1996 wurde er erster Geschäftsführer der Redakteursgesellschaft des Figaro. 2003 verdrängte ihn Angelo Rinaldi von der Spitze des Figaro littéraire. Rouart arbeitete zunehmend für Paris Match.
1995 wurde er Mitglied der Jury des Prix de l’écrit intime. Am 18. Dezember 1997 wurde Rouart in die Académie française gewählt und erhielt den 26. Fauteuil als Nachfolger von Georges Duby.
Aufsehen erregte Rouart mit seinem Buch Omar: la construction d’un coupable (Omar: Konstruktion eines Schuldigen, 1994), in dem er die Hintergründe des „Prozesses Raddad“ beleuchtete. Der Gärnter Omar Raddad war beschuldigt worden, die Millionärswitwe Ghislaine Marchal ermordet zu haben und wurde in einem umstrittenen Prozess verurteilt. Rouart war von der Unschuld des Marokkaners überzeugt und beschuldigte die Familie, die sich juristisch wehrte. Rouart wurde wegen Verleumdung zu einer Geldstrafe und Schadensersatz verurteilt.
2012 nahm er als Präsident des Festivals La Forêt des livres den Prix de l’Œuvre für das Festival entgegen.

## Auszeichnungen
- Offizier der Ehrenlegion
- Offizier des Ordre national du Mérite
- Commandeur des Arts et des Lettres
- 1977: Prix Interallié für Les Feux du pouvoir
- 1983: Prix Renaudot für Avant-Guerre
- 1985: Prix de l’Académie française für Ils ont choisi la nuit

## Werke

### Romane und Sachbücher
- La Fuite en Pologne. Grasset, Paris, 1974
- La Blessure de Georges Aslo. Grasset, Paris, 1975
- Les Feux du pouvoir. Grasset, Paris, 1975
- Le Mythomane. Grasset, Paris, 1980
- Avant-Guerre. Grasset, paris, 1983
- Ils ont choisi la nuit. Grasset, Paris, 1985
- Le Cavalier blessé. Grasset, Paris, 1987
- La Femme de proie. Grasset, Paris, 1989
- Le Voleur de jeunesse. Grasset, Paris, 1990
- Le Goût du malheur. Gallimard, Paris, 1993
- Omar, la construction d’un coupable. Le Fallois, Paris, 1994
- Morny, un voluptueux au pouvoir, Gallimard, Paris, 1995
- L’invention de l’amour. Grasset, Paris, 1997
- La Noblesse des vaincus. Grasset, Paris, 1998
- Bernis, le cardinal des plaisirs. Gallimard, Paris, 1998
- Une jeunesse à l’ombre de la lumière. Gallimard, Paris, 2000
- Discours de réception à l’Académie française. Grasset, Paris, 2000
- La fuite en Pologne. Librairie générale française, 2001
- Une famille dans l’impressionnisme. Gallimard, Paris, 2001
- Nous ne savons pas aimer. Gallimard, Paris, 2002
- Adieu à la France qui s’en va. Grasset, Paris, 2003
- Libertin et chrétien. Desclée de Brouwer, 2004
- Mes fauves. Grasset, Paris, 2005
- Le Scandale. Gallimard, Paris, 2006
- Devoir d’insolence. Grasset, Paris, 2008
- Cette opposition qui s’appelle la vie. Grasset, Paris, 2009
- La guerre amoureuse. Gallimard, Paris, 2011
- Napoléon ou La destinée. Gallimard, Paris, 2012

### Ausstellungskataloge
- La Famille Rouart. Au cœur de l’Impressionnisme. Ausstellungskatalog, Musée de la Vie romantique, Paris, 2004

### Theaterstücke
- 2006: Gorki, l’exilé de Capri, Regie: Jacques Rosner, Espace Pierre Cardin